# 23-F
23-F ili El Tejerazo je naziv za pokušaj državnog udara predvođenog vojskom koji se dogodio 23. veljače 1981. u Španjolskoj.
Vodio ga je potpukovnik Antonio Tejero.
Prije udara
Tenzije u Španjolskoj bile su očite od smrti diktatora Francisca Franca i kasnijeg prelaska u demokraciju.
Postoje četiri glavna razloga zašto se puč dogodio, a to su:
- Gospodarska kriza u zemlji (skoro 20 % nezaposlenih, bijeg kapitala i 16 %-tna inflacija)
- Teškoće u reorganizaciji regionalne podjele Španjolske
- Teroristička aktivnost ETA-e
- Odbijanje dijela vojske da se pokori novom demokratskom ustroju

Već 1977. nakon što je legalizirana Komunistička partija Španjolske, došlo je do ostavki i promjena u španjolskoj Vladi.
Nemogućnost vladajuće stranke Unije desnog centra da se bori s problemima, samo je pogoršana napadima iz lista El Alcázar, glasilu ektremne desnice.
Antonio Tejero je već 1978. godine pokušao puč, završivši u zatvoru na sedam mjeseci.
Vladini promašaji dočekivani su od strane ultrasa (neofašista) na vrlo ružan način.
Kralj Juan Carlos I. i kraljica Sofija dočekani su 1980. u Guernici vikanjem i siktanjem pripadnika Batasune, političkog krila ETA-e.
Adolfo Súarez, prvi demokratski izabrani premijer Španjolske, pretrpio je izglasavanje nepovjerenja, te je izgubio položaj premijera i predsjednika vladajuće stranke.
Kao premijer, nakon Súarezove ostavke u siječnju 1981., trebao je biti izabran Leopoldo Calvo-Sotello, ali nije dobio dovoljno glasova, pa je njegovo potvrđivanje bilo zakazano za 23. veljače.
Osim zavjere i puča događale su se i otmice uglednih Španjolaca, koji su kasnije nađeni mrtvi.
Puč Antonia Tejera (23-F)
U 18:21 23. veljače razne grupe okupile su se ispred Kongresa zastupnika.
U 18:30 Tejero je upao u Kongres i prekinuo sjednicu Parlamenta. Pratilo ga je 200 pripadnika Civilne zaštite, naoružanih strojnicama.
Tejero se popeo na mjesto kraj govornice, rekao prisutnima da budu tiho i čekaju novu vojnu vlast koja nikad nije došla.
Zastupnici su se sakrili na pod, strahujući za svoj život.
Samo su trojica ostala na položaju: aktualni premijer Súarez, ministar obrane, koji je ustao i rekao Tejeru da odstupi, i predsjednik KPŠ, Santiago Carillo, koji je nonšalantno pripalio cigaretu i djelovao neuznemiren događajima.
Saznavši za puč, kralj Juan Carlos I. uvjerio se u odanost vojnih zapovjednika, te se pojavio na televiziji u odori general-satnika i pozvao na mir i poštovanje zakona.
Jedan je general pokušao pregovarati s Tejerom, ali se on s njim ponio nasilno, a general je poslije puča smijenjen.
Tijekom ranog jutra 24. veljače zastupnici su oslobođeni, a sam Tejero je uhićen ispred zgrade Kongresa oko podneva i osuđen na 30 godina zatvora.
Jedan od zastupnika u tadašnjem španjolskom parlamentu bio je i Javier Solana.